# Bukit Surungan
Bukit Surungan is een bestuurslaag in het regentschap Padang Panjang van de provincie West-Sumatra, Indonesië. Bukit Surungan telt 2124 inwoners (volkstelling 2010).